# Nécsey Ede
Nécsey Ede vagy Nécsey Eduard (szlovákul: Eduard Nécsey) (Oszlány, 1892. február 9. – Nyitra, 1968. június 19.) katolikus pap, nyitrai apostoli adminisztrátor, címzetes érsek volt Csehszlovákiában.

## Pályafutása
Szülei Nécsey János és Polonyi Mária voltak.
A privigyei piarista gimnáziumban, majd a Nyitrai Piarista Gimnáziumban tanult kíváló eredménnyel, utóbbiban Kopp Tibor volt az osztályfőnöke. A nyitrai kisszemináriumba és az innsbrucki császári-királyi egyetemre járt. 1915. június 30-án szentelték pappá. Könnyen és jól beszélt magyarul.
Hőlakon volt káplán. 1922-től nyitrai teológiai tanár, 1923-tól püspöki titkár, majd pápai kamarás és kanonok.

### Püspöki pályafutása
XII. Piusz pápa veliciai címzetes püspökké és nyitrai segédpüspökké nevezte ki. 1943. május 16-án a Szent Emerám-templomban szentelte püspökké Karol Kmeťko nyitrai püspök, Andrej Skrábik besztercebányai koadjutor püspök és Michal Buzalka nagyszombati segédpüspökök segédletével. 1962–1965 között részt vett a második vatikáni zsinaton. 1968-ban VI. Pál pápa címzetes érsekké nevezte ki. Utolsó napjaiban a püspök nélkül maradt Besztercebányai egyházmegye élére František Hasprát nevezte ki ordináriusként.

## Művei
- 1916 A népiskola újabb feladata. Néptanítók Lapja 1916/46.